# Weener
Weener è una città di 15 927 abitanti, della Bassa Sassonia, in Germania.
Appartiene al circondario (Landkreis) di Leer (targa LER). La chiesa di San Giorgio conserva un pregevole organo monumentale.